# Turn Off the Light (álbum)
Turn Off the Light (estilizado em letras maiúsculas) é a segunda mixtape da cantora alemã Kim Petras. Foi lançado em 1 de outubro de 2019 através do seu próprio selo, BunHead. O projeto foi anunciado como extended play (EP) Turn Off the Light, Vol. 2 – a sequência do EP de 2018 de Petras, Turn Off the Light, Vol. 1 – embora tenha sido finalmente lançado como um projeto completo, composto pelas oito músicas do primeiro volume e nove novas músicas gravadas para o segundo volume. Musicalmente, possui a temática de halloween, feriado favorito da artista, onde as canções possuem batidas sombrias, cativantes e dançantes, e possui o dance-pop e electropop como gêneros principais, além de outros estilos como EDM, house, techno, synthpop, new wave, trap, hip hop e música industrial.
Turn Off the Light recebeu críticas positivas dos críticos musicais. Os críticos elogiaram a produção, especialmente o som sombrio e infundido em clubes com elementos como batidas de gelar o sangue e sintetizadores demoníacos. Várias faixas foram destacadas pelos críticos por suas melodias cativantes e vibrações assustadoras. O álbum foi visto como dançante e tematicamente adequado para o Halloween com suas influências de terror, como coros assombrados e efeitos sonoros assustadores. As performances vocais de Petras também foram elogiadas pela maioria dos críticos.

## Antecedentes
Após o lançamento de Turn Off the Light, Vol. 1, Petras anunciou inicialmente Turn Off the Light, Vol. 2, um novo EP continuando a história contada no vol. 1, e mesmo no início de setembro de 2019, disse que o EP seguinte chegaria em 1º de outubro. Em vez disso, em 29 de setembro, Petras anunciou que contaria aos fãs “toda a história”, postando um link de pré-venda e uma lista de faixas para um álbum completo.
Em 23 de outubro de 2020, Petras anunciou que lançaria um terceiro e último volume de Turn Off the Light em outubro de 2021, porém nada acabou sendo lançado então. Ela compartilhou que o motivo para a data de lançamento era seu desejo de tocar as músicas ao vivo para seus fãs após o lançamento, algo que ela não poderia fazer se fosse lançado em 2020 devido à pandemia COVID-19 em andamento. “Não posso fazer isso se não puder tocá-lo ao vivo para vocês, imediatamente. Tenho que fazer. Precisa ser novo e há um monte de coisas que quero fazer para torná-lo realmente épico.” Petras lançou o single “Party Till I Die” imediatamente após o anúncio do terceiro volume.

## Temática musical
O álbum é fortemente inspirado no Halloween e completa a história contada em Turn Off the Light, Vol. 1, contando como o relacionamento monstruoso retratado no Vol. 1 veio a ser, no qual nenhum deles sai vivo, mas encontra vida após a morte
O álbum tem uma sensação de synthpop dos anos 80, no qual foi inspirado em filmes de terror dos anos 80 — os favoritos de Petras. Uma grande inspiração para este projeto também foram as trilhas sonoras para filmes do gênero slasher, como It Follows e Halloween.
Em uma entrevista à US Weekly sobre o conceito pro detrás do projeto, Petras disse: “Há tantos álbuns de Natal e tantas músicas de Natal sendo lançadas em todos os lugares e eu fiquei tipo: 'Vamos fazer um álbum para o meu feriado pessoal favorito'”, explicou, “O Dia das Bruxas é como o Natal para os gays e para mim!”
A intenção das faixas instrumentais que transecionam de uma para outra era que pudesse ser um disco de festa — um álbum que você poderia tocar em uma festa de halloween com seus amigos e também conectar todas as músicas para que o disco nunca parasse. Em uma entrevista para à revista Cosmopolitan, sobre o projeto ter trilhos instrumentais assustadores entre as músicas, Petras disse o seguinte: “Essas faixas são apenas para serem intervalos de dança onde não há palavras, então você não precisa saber todas as palavras das letras de uma música. Adoro ouvir instrumentais e como isso define o humor”.

### Estrutura musical e conteúdo lírico
O disco apresenta o dance-pop e electropop como gêneros principais, mas também apresentam o EDM, house, synthpop, hip hop, techno, new wave, trap e música industrial nas batidas e produções. O uso de sintetizadores e auto-tune é frequentemente usado repetidamente como uma ferramenta para manipular a voz alta de Petras para parecer menos humana. O projeto apresenta faixas de dança instrumentais sombrias e assustadoras, com hinos pop cativantes como “Tell Me It’s A Nightmare” e “There Will Be Blood”, enquanto “Death By Sex”, que fecha a primeira metade do álbum, vê Petras abraçar sua escuridão interior por “o diabo sempre vence”. “Eu apenas sei que quando as pessoas ficam bêbadas, as pessoas não querem se lembrar de cada palavra de uma música e as pessoas só querem dançar”, explicou Petras.
O álbum abre com uma faixa instrumental assustadora intitulada “Purgatory” que, ao começar com um refrão sinistro, muda rapidamente para um ritmo estilo de uma discoteca, preparando o clima sinistro. A faixa define perfeitamente o contraste de Petras em seu álbum entre sustos de Halloween genuínos e toques de synthpop e techno. Seus álbuns são sempre uma experiência que deve ser vivida em ordem, à medida que ela lança uma música cativante após a outra. Esta introdução se conecta à próxima música do álbum, "There Will Be Blood”, já se sabe que é apenas um hino pop sombrio sobre a morte, e apesar de sombria, a batida do sintetizador e o refrão emocionante a tornam uma faixa realmente agradável. Na letra da música, Petras interpreta um monstro pronto para sua caçada, onde ela promete destruir a pessoa. A canção foi descrita como “uma fatia eletrizante de Petras cantando sobre sua morte”. Além disso, outros apontaram como a faixa que transmite vibrações demoníacas e assustadoras que lembram os trabalhos do duo eletrônico francês Daft Punk, principalmente devido aos uso forte de sintetizadores e batidas. Em resposta a uma entrevista à Cosmopolitan, Petras declarou como essa se tornou uma de suas músicas favoritas: “Quando eu escrevi, a minha favorita era 'There Will Be Blood'. Eu sinto que é, tipo, a música pop mais atrevida, desagradável e grande. Mas agora que fiz a mixagem e ouvi mais, é 'There Will Be Blood' e depois 'Death By Sex'”. A terceira faixa, “Bloody Valentine", também é a segunda faixa instrumental do álbum, possui batidas fortes do dance-pop, techno e house, que começa com as linhas "Bloody valentine/ my bloody valentine/ my bloody valentine/ you're out of time”, até se tornar um número dançante. A quarta faixa, “Wrong Turn”, é um dos destaques do projeto, pois a batida pulsante dá a sensação de um filme de terror dos anos 80. A faixa pode ter um duplo significado pelo título e seu conteúdo lírico. O primeiro é sobre ambos apaixonados por alguém que você não quer deixá-lo ir ou um golpe geral de terror, aludindo aos motivos malignos de Petras que possivelmente se manifestam em uma matança, junto com ela alertando o possível interesse/vítima por não ser mais cautelosa e, para isso, deve morrer. Outra interpretação da faixa seria sua possível referência ao filme de terror Wrong Turn (2003). A trama dos filmes gira em torno de grupos de pessoas, onde elas acabam fazendo um “caminho errado” e se perdendo em uma floresta sinistra, onde ambos são caçados por canibais, seguidas de consequências bastante terríveis. “Demons” é a terceira faixa instrumental do projeto. Criando um clima e atmosfera assustador, a música acrescenta algum diálogo sobre como os demônios existem na forma de espírito. Embora a faixa mais tarde tenha uma batida mais instrumental, essas faixas mais curtas quebram os hinos pop e dão um fluxo às faixas seguintes. Esta introdução se conecta à próxima música do álbum, “Massacre”.
“Massacre” apresenta versos da canção "Carol of the Bells”, composição de 1914 do artista ucraniano Mykola Leontovych. A música é geralmente associada à época do Natal, mas Petras adaptou a melodia para o tema sombrio, com instrumentais misteriosos e letras escuras sobre “homens em sangue” e “morte”. Em uma entrevista, Petras confirmou que queria “bagunçar” a letra para torná-la assustadora. “O Dia das Bruxas é o verdadeiro começo da temporada de festas para mim, e eu sinto que ela sangra no Natal. Eu sempre quis fazer uma música que pareça realmente assustadora e festiva ao mesmo tempo. Quero que as pessoas a interpretem antes do feriado!” A música parece ser da perspectiva de um vampiro e seu grupo que está procurando alguém para ser sacrificado. Olhando mais profundamente, a faixa também fala com a comunidade LGBT+ de redirecionar algo familiar e adicionar um toque pessoal. “Knives”, sétima faixa do projeto, é também a quarta faixa instrumental, onde sons de facas raspando uma na outra e desaparecendo está presente na faixa. Gritos macabros podem ser ouvidos em segundo plano, assim como gritos mutantes e vocais de coral assustadores. “Death By Sex” é a oitava faixa do álbum. Uma música com uma premissa simples e execução eficaz, onde Petras canta sobre está avisando ao seu parceiro, já que ela é tão boa em sexo que a morte dele é inevitável. Petras falou sobre a produção da música: “Eu acho que uma é produtora, porque é como esse tipo de Halloween sombrio com armadilha. Estou empolgada com isso porque sinto que não fiz e nem ouvi nada parecido.” Duas curiosidades sobre a faixa é que os versos “Mas no final/ o diabo sempre, sempre/ vence” é uma referência direta à faixa “Close Your Eyes”, décima canção do álbum, e os versos “Sex, sex, sex” é um jogo de palavras, fazendo referência ao número seis, e 666 é conhecido por ser o número da besta e representa o diabo adequado para uma faixa e um álbum de Halloween. “Omen”, a nona faixa e quinta faixa instrumental do projeto, a canção é a primeira faixa do primeiro volume. A música foi relançada ao lado da sequência de 2019, dando início da segunda metade do álbum. Em uma entrevista para a revista Out, Petras falou sobre a música: “É muito inspirada pela trilha sonora do Halloween... coloca você de bom humor.” Esta introdução se conecta à próxima música do álbum, “Close Your Eyes”.
“Close Your Eyes” é a décima faixa do álbum e também presente no primeiro volume, sendo focada no R&B. Petras comentou sobre a música em uma entrevista: “É realmente sexy, muito pesada para sintetizadores. É como ceder ao horror de fazer sexo comigo”. Na faixa, ela assume o papel de uma amante monstruosa, que não deixa que os que se apaixonam por ela saiam vivos, então ela sugere que eles não se oponham e fechem os olhos. “Transylvania” é a sexta faixa instrumental do projeto. O título faz referência a cidade Transilvânia, na Romênia, conhecida pelas lendas sobre vampiros após o lançamento do romance Drácula, de Bram Stoker em 1897. O título também faz referência á identidade transgênero da cantora, pois o título é estilizado como “TRANSylvania”. Soa como uma estranha faixa de EDM e techno, introduzida pelo som de saltos, um baixo profundo que desaparece em um solo de guitarra. Como a própria Petras disse em uma entrevista: “É uma faixa de dança sintetizada. Realmente eu amo isso. Então, tipo, eu quero ficar muito louca e beber um monte.” Esta introdução se conecta à próxima música do álbum, “Turn Off the Light". A faixa-título do projeto trata-se de assustar e conjurar seu verdadeiro eu no escuro. Petras incluiu uma colaboração com a mãe de todas as trevas, Elvira. Em entrevista à revista OUT, ela fala sobre sua experiência com Elvira e suas influências: “O discurso de Elvira, que é tão louco... muito inspirado na era Blackout de Britney Spears e 'Monster Mash' e sim, é uma música assustadora. Eu amei a transição nessa faixa, do jeito que começa com a batida na porta, meio que chegando a uma festa de Halloween. Esse é um dos meus favoritos”. O interlúdio falado por Elvira é uma homenagem ao “rap” de Vincent Price na canção “Thriller”, de Michael Jackson, e funciona da mesma maneira: uma lenda de horror dá a uma jovem novata o seu lado sombrio. Mas enquanto o discurso de Price sobre “Thriller” era basicamente sobre humor e atmosfera, o discurso de Elvira adiciona apropriadamente um subtexto explicitamente estranho. “Tell Me It's A Nightmare” é a décima terceira faixa do álbum. Nesta música, Petras provoca seu amante por não ouvi-la, pelo qual ele paga o preço final. “Essa é realmente especial, é sobre, maldição, eu te matei, mas você mereceu, como se quisesse isso.” disse Petras em uma entrevista. “I Don't Wanna Die” é a sétima faixa instrumental do projeto. A música simplesmente transmite os desejos de Petras de viver. “Eu não quero morrer, eu só quero viver! Então, apenas viva sua melhor vida. Coloque as duas mãos no céu e faça a garotinha branca dançar.” declarou Petras. Esta introdução se conecta à próxima música do álbum, “In the Next Life”.
“In the Next Life” é a décima quinta faixa do álbum. Na música, Petras abraça todo o seu lado sombrio e vai para a morte, mas ela não se sente assustada. Todo mundo vai se lembrar dela na próxima vida. No segundo verso da canção, ela aparece pela primeira vez cantando em alemão, sua língua nativa, sendo comparada com o que Lady Gaga fez na canção “Scheiße”, do álbum Born This Way (2011), onde a cantora mescla o inglês e alemão. “Apenas uma música muito teatral, inspirada em Freddy Mercury, sobre estar na próxima vida e aceitar que você é má. Minha personagem na mixtape é meio que assassina. Eu tenho meus momentos nisso com remorso e me sentindo como 'o que eu fiz?' A personagem para este definitivamente era apenas a Kim má. É a Kim má me atacando e eu não posso impedi-la de aparecer.” declarou Petras sobre a música. Ela ainda faz uma alusão a reencarnação nas linhas “E na próxima vida/ eles lembrarão de mim/ lembrarão de mim”. Petras diz essencialmente que quer ser lembrada quando morrer e seguir para uma vida diferente. “Eu sou o maior que Deus criou/ Eu sou uma doença, sou contagioso/ Eu sou um demônio, exterminando/ Em uma missão, e vingativo” — nesse segundo trecho faz uma alusão bíblica e poderia fazer referência a Lúcifer, o anjo que Deus criou que sempre se considerava melhor do que todos os outros anjos e seres humanos, o melhor ser existente. No entanto, ele foi expulso dos céus por ter criado uma rebelião de anjos contra Deus com o intuito de tomar-lhe o trono e desde então jurou estar em uma missão para arrastar a humanidade com ele. “Sufocando, exterminando/ E eu amo isso, cada segundo” — nesse terceiro trecho, isso pode ser semelhante a uma praga, onde os históricos da Idade Média foram inicialmente atribuídos a "espíritos malignos" na época, devido à falta de conhecimento médico. Ela diz como demônio que está gostando da praga que carrega, tocando nas duas primeiras linhas do primeiro verso. “Seu tempo expirou/ Eu sou seu pesadelo, eu sou seu presságio/ Se você me ver, melhor começar a correr/ Acredite/ Diga suas últimas palavras agora/ Eu sempre consigo o que quero/ Eu sou o fim dos seus dias/ Eu sou a doença, eu sou a praga” — nesse quarto trecho onde Petras canta na sua língua nativa (alemã), e explica que ela mesma é a fruição do mal e que, se a vir, é melhor fugir antes que ela o consuma. Aqui, ela chama a si mesma de praga, se considerando uma praga, que se liga ao primeiro verso, e diz que é o fim dos dias para eles; novamente, poderia ter ligações para a Idade Média e suas pragas.
“Boo! Bitch!” é a oitava e última faixa instrumental do projeto. De todas as faixas, esta é a mais curta do projeto. Segundo Petras, essa seria originalmente a faixa-título do projeto, porém mais tarde, a própria trocou por Turn Off The Light. “Eu debati em chama-lo de Boo Ah. 'Boo! Bitch!' tem o meu 'woo-ah' favorito que eu já fiz.” disse Petras'. “Everybody Dies” é a faixa final de Turn Off the Light, fechando o álbum com uma nota inesperadamente mais ressonante. Nesta música, Petras está dizendo que, depois de todas as lágrimas e dificuldades que passamos na vida, todos enfrentamos a morte no final. No contexto do álbum, ela está se referindo às coisas horríveis que ela fez (que ela menciona nas faixas anteriores) e como sua personalidade maligna se orgulha disso. Notavelmente diferente, pois possui um som mais positivo e triunfante (enquanto ainda mantém o tema geral da morte) do que as outras músicas do álbum. Embora inicialmente seja um assunto sombrio para o final, Petras adota uma atitude positiva sobre o assunto da morte, deixando finalmente os ouvintes com uma mensagem de viver a vida ao máximo e abraçando aqueles que amamos enquanto ainda estão por perto.

## Crítica profissional
| Críticas profissionais | Críticas profissionais |
| Pontuações agregadas   | Pontuações agregadas   |
| Fonte                  | Avaliação              |
| ---------------------- | ---------------------- |
| AOTY                   | 63/100                 |
| Avaliações da crítica  |                        |
| Fonte                  | Avaliação              |
| AllMusic               | [ 28 ]                 |

Turn Off the Light recebeu críticas positivas dos críticos musicais, que elogiaram sua produção, lirismo, temas e performance vocal de Petras. Escrevendo para a Billboard, Stephen Daw escreveu que o álbum "mantém a produção do primeiro volume do projeto", e apontou que as faixas "There Will Be Blood", "Wrong Turn" e "Death by Sex" soavam "como cortes profundos do Daft Punk imbuídos de sintetizadores demoníacos e batidas sangrentas". Trey Alston, da MTV News, observou músicas como "There Will Be Blood", chamando a faixa de "uma fatia eletrizante de Petras cantando sobre sua morte", ao lado de "Bloody Valentine", descrevendo a faixa como um "incrível funk da meia-noite que poderia levar até Frankenstein para a pista de dança", junto com "Omen", uma música "alegre e sinistra" que "soa como a empolgação que os vampiros ficam ao olhar para os pescoços expostos na pista de dança".
Ao escrever para a revista Paper, Michael Love Michael elogiou "Wrong Turn", escrevendo que "a música é apropriadamente aventureira: uma linha de sintetizador sombria e saltitante e a performance vocal trêmula de Petras mantém o ímpeto, como vítimas fugindo de um assassino mascarado". Em um artigo separado, Michael disse que os sons mais recentes eram "mais assustadores", pois incorporavam "tropos sonoros familiares como trovões, órgão dramático, coros infantis assombrados, gritos mutantes e sons mais inesperados, como facas se raspando umas contra as outras". Mike Nied, do Idolator, deu ao álbum 4,5 de 5 estrelas, escrevendo que foi "feito sob medida para os fãs de sucessos pop produzidos e todas as coisas que causam medo".
A música "Party Till I Die" foi incluída na lista das melhores músicas LGBTQ de 2020 da Billboard.

## Alinhamento de faixas
| Turn Off the Light – Edição padrão (2019) |                                                                        |                                                              |                             |         |  |
| N.º                                       | Título                                                                 | Compositor(es)                                               | Produtor(es)                | Duração |  |
| 1.                                        | "Purgatory"                                                            | Kim Petras Aaron Joseph Lukasz Gottwald Vaughn Oliver        | Made in China Oliver        | 2:08    |  |
| 2.                                        | "There Will Be Blood"                                                  | Petras Joseph Gottwald Oliver Jesse Saint John Theron Thomas | Made in China Oliver Joseph | 3:17    |  |
| 3.                                        | "Bloody Valentine"                                                     | Petras Joseph Gottwald Oliver                                | Made in China Oliver        | 2:41    |  |
| 4.                                        | "Wrong Turn"                                                           | Petras Joseph Gottwald Oliver John Thomas                    | Made in China Oliver Joseph | 3:20    |  |
| 5.                                        | "Demons"                                                               | Petras Joseph Gottwald Oliver                                | Made in China Oliver        | 1:50    |  |
| 6.                                        | "Massacre"                                                             | Petras Joseph Gottwald Oliver John Thomas                    | Made in China Joseph        | 3:26    |  |
| 7.                                        | "Knives"                                                               | Petras Joseph Gottwald Oliver                                | Made in China Oliver        | 2:20    |  |
| 8.                                        | "Death By Sex"                                                         | Petras Joseph Gottwald Aaron Jennings Puckett Ben Hamilton   | Made in China Joseph B Ham  | 3:22    |  |
| 9.                                        | "Omen"                                                                 | Petras Joseph Gottwald Oliver                                | Made in China Oliver        | 1:39    |  |
| 10.                                       | "Close Your Eyes"                                                      | Petras Joseph Gottwald John Sarah Hudson                     | Made in China Joseph        | 3:55    |  |
| 11.                                       | "Transylvania"                                                         | Petras Joseph Gottwald Oliver                                | Made in China Oliver        | 2:59    |  |
| 12.                                       | "Turn Off the Light" (com participação de Elvira, a Rainha das Trevas) | Petras Joseph Gottwald John Hudson                           | Made in China Joseph        | 3:11    |  |
| 13.                                       | "Tell Me It's a Nightmare"                                             | Petras Joseph Gottwald John Hudson                           | Made in China Joseph        | 4:08    |  |
| 14.                                       | "I Don't Wanna Die..."                                                 | Petras Joseph Gottwald John Oliver                           | Made in China Oliver        | 2:06    |  |
| 15.                                       | "In the Next Life"                                                     | Petras Joseph Gottwald John Hudson                           | Made in China Oliver Joseph | 3:44    |  |
| 16.                                       | "Boo! Bitch!"                                                          | Petras Joseph Gottwald John Oliver                           | Made in China Oliver        | 1:21    |  |
| 17.                                       | "Everybody Dies"                                                       | Petras Joseph Gottwald John Thomas                           | Made in China Joseph        | 3:24    |  |
| Duração total:                            | Duração total:                                                         | Duração total:                                               | Duração total:              | 48:58   |  |

| Turn Off the Light – Faixa bônus da edição de relançamento (2020) |                    |                                                           |                             |         |  |
| N.º                                                               | Título             | Compositor(es)                                            | Produtor(es)                | Duração |  |
| 18.                                                               | "Party Till I Die" | Petras Joseph Gottwald Puckett Oliver Alex Chapman Farias | Made in China Oliver Joseph | 3:34    |  |
| Duração total:                                                    | Duração total:     | Duração total:                                            | Duração total:              | 52:32   |  |

Notas
- "Demons" é estilizado como "<demons>".
- "Omen" é estilizado como "o m e n" neste álbum e estilizado como "Om E N" em Turn Off the Light, Vol. 1.
- "Transylvania" é estilizado como "TRANSylvania".
- "I Don't Wanna Die..." é estilizado em caixa alta e caixa baixa em algumas plataformas e em minúsculas em outras.
- "Boo! Bitch!" contém sample de "Heart to Break", canção de Petras.
- "Party Till I Die" foi lançado em 22 de novembro de 2020.
- Com o lançamento de "Party Till I Die", o estilo de canções como "Omen" agora reflete sua estilização no Vol 1, em oposição à estilização do álbum. “Demons” agora também é "<Demons>" em vez de "<demons>".

## Desempenho nas tabelas musicais
| País — Tabela musical (2019–2020)   | Melhor posição |
| ----------------------------------- | -------------- |
| Estados Unidos (Heatseekers Albums) | 14             |
| Estados Unidos (Independent Albums) | 42             |
| Estados Unidos (Top Album Sales)    | 84             |

## Histórico de lançamento
| Região | Data               | Formato                    | Versão       | Gravadora | Ref.          |
| ------ | ------------------ | -------------------------- | ------------ | --------- | ------------- |
| Várias | 1 de outubro 2019  | Download digital streaming | Padrão       | Bunhead   | [ 34 ] [ 39 ] |
| Várias | 23 de outubro 2020 | Download digital streaming | Relançamento | Bunhead   | [ 35 ] [ 40 ] |
| Várias | 30 de outubro 2020 | Vinil                      | Padrão       | Bunhead   | [ 41 ]        |